# Bailliage d'Eglisau
1496–1798
Entités suivantes :
- District de Bülach

Le bailliage d'Eglisau est un bailliage du canton de Zurich.

## Histoire
La seigneurie d'Eglisau appartient aux barons de Tengen. Jean V de Tengen vend la seigneurie à Markwart von Baldegg, qui la vend à son tour à Bernhard Gradner en 1463. Bernhard Gradner achète Hüntwangen à l'évêque de Constance et l'ajoute à la seigneurie. Hanns Gradner, neveu de Bernhard, vend la seigneurie à la ville de Zurich en 1496.
Le bailliage est créé en 1496. Il est composé d'Eglisau, Glattfelden, Wil, Rafz, Hüntwangen et Wasterkingen.
La majeure partie de la seigneurie (Rafz, Wil, Wasterkingen, Hüntwangen) se trouve dans le landgraviat de Klettgau, auquel appartiennent les droits de haute justice. Le landgraviat est au mains des Habsbourg-Laufenbourg jusqu'en 1408, puis les comtes de Sulz en héritent. Zurich achète les droits de haute justice à ces derniers en 1650-1651. La haute justice sur Glattfelden appartient au comté de Kybourg, que Zurich possède de 1424 à 1442, puis définitivement dès 1452.

## Baillis
Les baillis sont les suivants :
- 1505-1506 : Rudolf Escher[2] ;
- 1521-1526 : Hans Schwytzer[3] ;
- 1526-1532 : Konrad Escher[4] ;
- 1578-1584 : Conrad Bodmer[5] ;
- 1675 : Hans Conrad Vögeli[6] ;
- 1699-1705 : Hans Heinrich Hirzel[7] ;
- 1705-1711 : Johannes Hofmeister[8] ;
- 1711-1717 : Salomon Hirzel[9] ;
- 1722-1729 : Hans Jacob Hirzel[10] ;
- 1795-1798 : Salomon Landolt[11].